# Будей (Оргіївський район)
Будей (рум. Budăi) — село в Оргіївському районі Молдови. Входить до складу комуни, адміністративним центром якої є село Степ-Соч.

## Населення
За даними перепису населення 2004 року у селі проживали 397 осіб.
Національний склад населення села:
| Національність | Кількість осіб | Відсоток |
| -------------- | -------------- | -------- |
| молдавани      | 385            | 97,0%    |
| українці       | 6              | 1,5%     |
| росіяни        | 3              | 0,8%     |
| болгари        | 3              | 0,8%     |
| Всього         | 397            | 100%     |